# شهرستان تیانژو (گوئیژو)
شهرستان تیانژو (به انگلیسی: Tianzhu County) یک شهرستان در چین است که در کیاندونگنان واقع شده‌است.